# Petition of Right

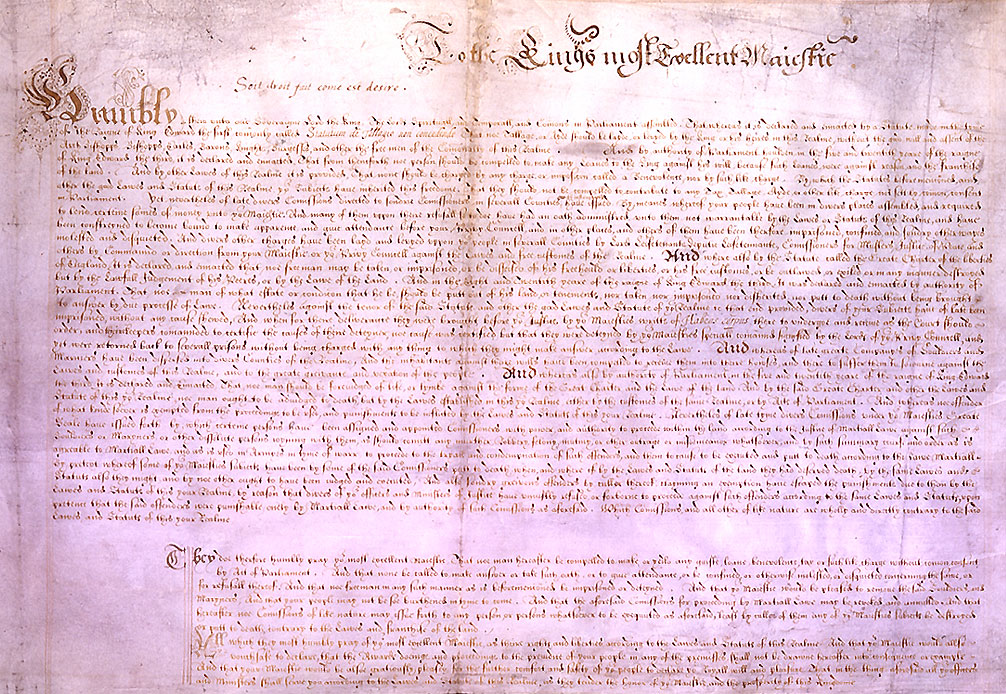
Petition of Right (1628)

Die Petition of Right ist eine Petition, die das Parlament von England 1628 an König Karl I. gerichtet hat. Es ist ein wichtiges Dokument in der Verfassungsgeschichte Großbritanniens und der Geschichte der Menschenrechte.
Das Parlament erhob darin Beschwerde gegen den König, der das Parlament und die Magna Carta in vielen Punkten umgangen habe. Der König habe versucht, England allein zu regieren und das Parlament in seiner Macht so stark wie möglich einzuschränken.
Das Parlament erhob daher in dieser Schrift an den König Beschwerde wegen Amtsmissbrauchs und stellte Forderungen, die das Gewicht des Parlaments stärken sollten. Im Einzelnen richtete sich die Petition of Right gegen:
- Kriegsanleihen, die der König von seinen Untertanen erpresst hatte,
- willkürliche Festnahmen unter Missbrauch des Habeas-corpus-Rechts,
- Inhaftierungen, die der Magna Carta widersprachen,
- willkürliche Verletzungen des Eigentumsrechtes,
- die Einquartierung von Soldaten in die Häuser von Bürgern gegen deren Willen,
- das vom König verhängte Kriegsrecht und die willkürlichen Hinrichtungen, die im Krieg stattfanden.

Das Parlament erhob folgende allgemeine Forderungen:
- Jede Art von Steuern oder Abgaben muss durch das Parlament genehmigt werden.
- Niemand, der sich gegen erzwungene Abgaben wehrt, darf dafür belangt oder erpresst werden.
- Die einquartierten Soldaten sind abzuziehen.
- Das Kriegsrecht muss aufgehoben werden.
- Kein Bürger darf ohne Verhandlung nach geltendem Recht hingerichtet werden.

Der König brauchte Kredite, die nur das Parlament bewilligen konnte, und willigte deshalb am 7. Juni zunächst ein, sich der Klagen anzunehmen. Ein Jahr später löste er jedoch das Parlament auf und regierte absolutistisch.
1640 sah er sich aus Geldmangel gezwungen, wieder ein Parlament einzuberufen, das so genannte Kurze Parlament, das kurz darauf vom Langen Parlament abgelöst wurde. Zwei Jahre später brach der Englische Bürgerkrieg aus.